# Cavernularia lutkenii
Cavernularia lutkenii är en korallart som beskrevs av Rudolf Albert von Kölliker 1872. Cavernularia lutkenii ingår i släktet Cavernularia och familjen Veretillidae. Inga underarter finns listade i Catalogue of Life.